# Tomáš Flégr

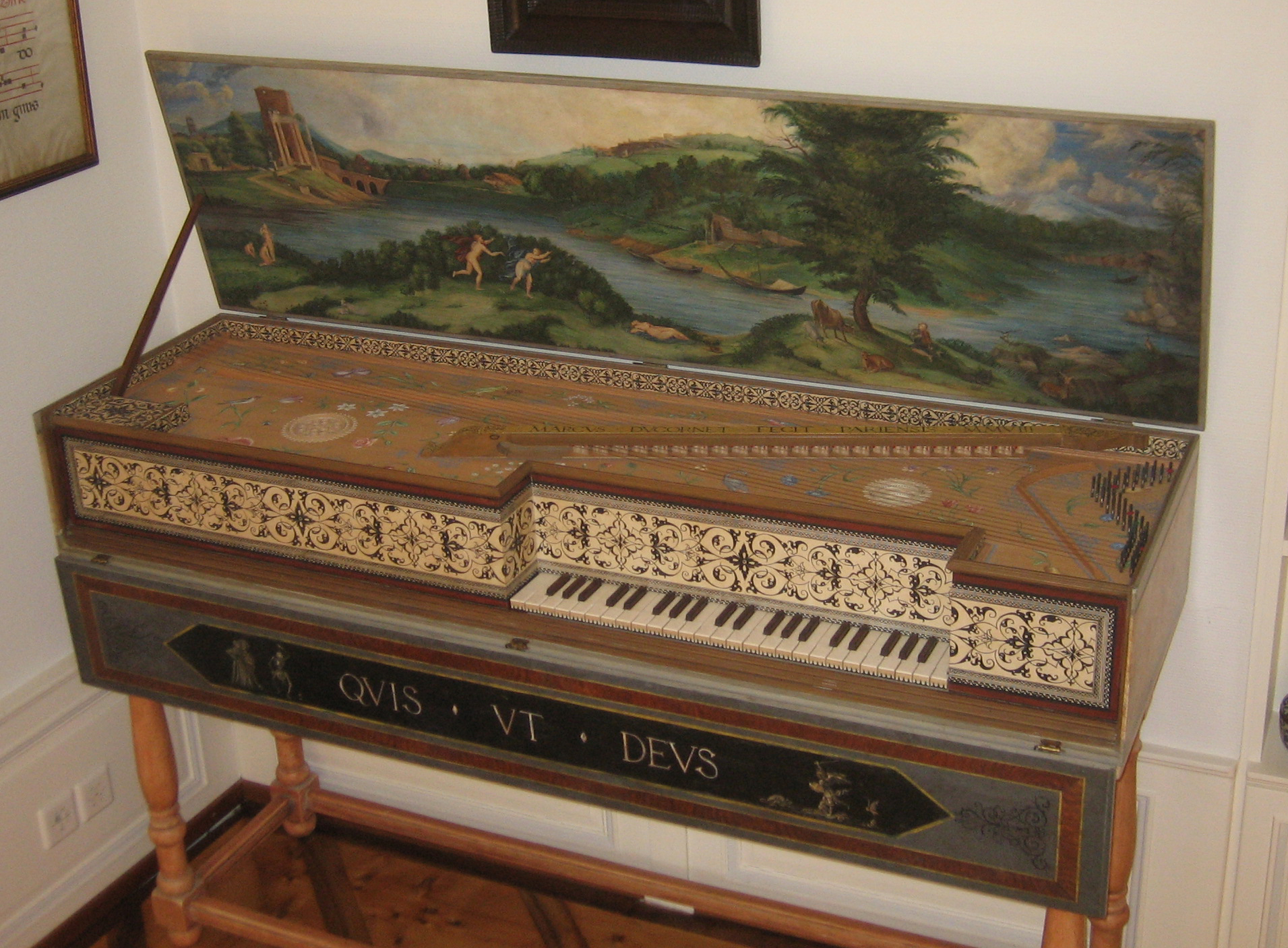
Muselaar

Tomáš Flégr (* 1975, Varnsdorf) je český koncertní a liturgický varhaník, hráč na klavichord a jediný český hráč na muselaar (hudební nástroj, předchůdce klavíru a varhan).

## Život a dílo
Absolvoval Pražskou konzervatoř ve třídě prof. Jana Hory, poté Akademii múzických umění v Praze ve třídě docenta Jaroslava Tůmy a Universität der Künste v Berlíně ve třídě prof. Leo van Doeselaara. Koncertní diplom "cum laude" získal v roce 2006 (mj. provedením vlastní varhanní transkripce Smetanovy Vltavy v Berlínské katedrále). Řadu let působil jako varhaník děkanského kostela sv. Petra a Pavla ve Varnsdorfu, šest let byl regenschorim křižovnického kostela sv. Františka z Assisi u paty Karlova mostu v Praze, později varhaníkem v kostele sv. Antonína Paduánského v nizozemském Utrechtu. V nizozemském Amersfoortu studoval také hru na beiaard (věžní zvonohru). V kostele Templo Ecumenico El Salvador v Playa del Inglés na španělském ostrově Gran Canaria působil v roce 2008 a 2012 jako titulární varhaník pro liturgické potřeby devíti církví, realizaci řady koncertů a varhanních exkurzí.
Jeho obliba v interpretaci staré hudby ho už v době studia přivedla na řadu interpretačních kurzů a interpretačních soutěží. Upozornil na sebe vítězstvím v celonárodní soutěži mladých varhaníků v Opavě. V roce 2002 se stal vítězem interpretační soutěže Georga Muffata v rakouském opatství Schlägl, finalistou interpretační soutěže v rakouském Brunnenthalu, v letech 2005 a 2007 finalistou interpretační soutěže Jana Pieterszoona Sweelincka v amsterodamském kostele Oude Kerk. V oblasti interpretace středověké hudby spolupracuje s nizozemským souborem Super Librum.
Společně se stavitelem cembal, klavichordů a louten Sebastianem Nuñezem z Utrechtu a varhanářem Winoldem van der Putten z Finsterwalde uskutečnil stavbu kopií historických klávesových nástrojů – virginalů, rekonstruoval a prezentoval také středověký nástroj nazývaný dulce melos.
Spolupodílí se na řadě organologických i koncertních aktivit.